# Autoprotolyse
L'autoprotolyse est une réaction de transfert de proton entre deux molécules identiques, l'une jouant le rôle d'acide au sens de Brønsted et l'autre celui de base.

## Écriture générale
L'autoprotolyse est une réaction de type acido-basique au cours de laquelle une espèce au caractère amphotère (on dit également un ampholyte) réagit sur elle-même (d'où le préfixe auto-).
Si on note cette espèce amphotère HA :
- HA se comporte comme un acide et libère un proton H+ : {\displaystyle \mathrm {HA\longrightarrow H^{+}+A^{-}} }
- HA se comporte comme une base et accepte un proton H+ : {\displaystyle \mathrm {HA+H^{+}\longrightarrow H_{2}A^{+}} }

L'équation chimique d'une autoprotolyse est donc de la forme générale : {\displaystyle \mathrm {HA+HA\rightleftharpoons A^{-}} +\mathrm {H_{2}A^{+}} ~}

## Autoprotolyse de l'eau

Évolution du produit ionique de l'eau en fonction de la température, à la pression de 25 MPa.

Évolution du produit ionique de l'eau en fonction de la pression, à la température de.

L'eau se comporte comme un acide et libère un proton H+:
{\displaystyle \mathrm {H_{2}O\longrightarrow H^{+}+OH^{-}} }
L'eau se comporte comme une base et accepte un proton H+:
{\displaystyle \mathrm {H_{2}O+H^{+}\longrightarrow H_{3}O^{+}} }
Les ions OH− et H3O+ ainsi formés sont immédiatement solvatés (hydratés). On écrit donc :
{\displaystyle \mathrm {2~H_{2}O_{(l)}\rightleftharpoons H_{3}O_{(aq)}^{+}+OH_{(aq)}^{-}} }

### Constante d'équilibre: produit ionique de l'eau
La constante d'équilibre de cette réaction est également appelée « produit ionique de l'eau » et notée Ke : 
Ke = [H3O+(aq)] · [OH−(aq)]
À 25 °C, Ke vaut 10−14.
Pour de l'eau pure, on en déduit que :
[H3O+(aq)] = [OH−(aq)] = 10−7 mol/L,
d'où son pH :
pH = –log [H3O+(aq)] = 7.
C'est pourquoi le pH de la neutralité de l'eau à la température de 25 °C est fixé à 7.
En fait, il est plus exact de travailler avec des activités et non des concentrations, mais on peut faire l'hypothèse que les concentrations sont suffisamment diluées pour justifier l'approximation suivie.

## Autres espèces amphotères
Autoprotolyse de l'ammoniac :
{\displaystyle \mathrm {2~NH_{3(aq)}\rightleftharpoons NH_{4(aq)}^{+}+NH_{2(aq)}^{-}} }
Autoprotolyse de l'ion hydrogénocarbonate :
{\displaystyle \mathrm {2~HCO_{3(aq)}^{-}\rightleftharpoons H_{2}CO_{3(aq)}+CO_{3(aq)}^{2-}} }